# تیسسوو
تیسسوو (به آلمانی: Thiessow) یک شهر در آلمان است که در فرپومرن-روگن واقع شده‌است. تیسسوو ۴۵۳ نفر جمعیت دارد.